# Ana Baltazar
Ana Baltazar DmA (Tavarede, Figueira da Foz, 2 de Abril de 1973) é uma militar portuguesa que, historicamente, se tornou a primeira mulher Oficial ao posto de Major-General das Forças Armadas Portuguesas, no ramo da Força Aérea, numa cerimónia que teve lugar em 22 de outubro de 2024.

## Biografia
Ana Baltazar ingressou no quadro permanente da Força Aérea em 1991, na especialidade de Engenharia Aeronáutica. Ao longo da carreira, desempenhou diversas funções com destaque a docência na Academia da Força Aérea, as funções de representante do Comando da Logística da Força Aérea na OGMA, Adida de Defesa em Berlim e a de Subdiretora da Direção-Geral de Política da Defesa Nacional, cargo que exerce atualmente.
A militar é licenciada na Academia da Força Aérea em Engenharia Aeronáutica, curso que terminou em 1998, e com convénio com o Instituto Superior Técnico onde estudou Engenharia Aeroespacial, ramo aeronaves. Fez a sua dissertação de Mestrado, em 2008, em "Estudos da Paz e da Guerra, Espaço (satélites)" na Universidade Autónoma de Lisboa, e é doutorada, em 2020, em "Erro Humano e Erro Organizacional em atividades de manutenção aeronáutica" pelo Instituto Superior de Economia e Gestão. Pelo meio, realizou, com sucesso, o curso de Promoção a Oficial General, Ciências Militares, em 2021, no Instituto Universitário Militar.
Da sua folha de serviços constam diversos louvores e condecorações de que se destacam o grau de Dama (DmA) da Ordem Militar de Avis, uma medalha de Serviços Distintos, duas Medalhas de Mérito Militar e a Medalha de Comportamento Exemplar.
Do seu currículo, fazem ainda parte diversos cursos frequentados na NATO School e destaca-se a coautoria no livro “A Transformação do Poder Aeroespacial - Tendências Internacionais e as Operações Expedicionárias da Força Aérea", em 2013.